# 간농양
간농양(肝膿瘍, liver abscess)은 간 내의 농양이다. 간문맥을 통하여 충수염, 게실염과 같은 복부 감염으로 발병하는 것이 보통이다.

## 유형
원인학에 따라 간농양은 크게 3가지로 나눌 수 있다:
- 화농성 간농양 - 대개가 다균성이며 미국의 간농양 사례의 80%를 차지한다.
- 아메바성 간농양 - 이질아메바로 인해 발병하며, 전체 사례의 10%를 차지한다.
- 진균농양 - 대개 칸디다 종에 의해 발병하며, 사례 중 10% 미만을 차지한다.

## 병인
간농양의 주요 세균성 병인은 다음을 포함한다:
- 연쇄상구균 종 (장내구균 포함)
- 대장균속 종
- 포도상구균 종
- 클렙시엘라 종
- 혐기성 균 (박테로이데스 종 포함)
- 프세우도모나스 종
- 프로테우스 종

그러나 상기에 언급되었듯이 다수가 다균성이다.